# Отрицательная абсолютная температура
Отрицательная абсолютная температура — температура, характеризующая неравновесные состояния термодинамической системы, в которых вероятность обнаружить систему в микросостоянии с более высокой энергией выше, чем в микросостоянии с более низкой.
В квантовой статистике это значит, что больше вероятность обнаружения системы на одном энергетическом уровне с более высокой энергией, чем на одном уровне с более низкой энергией. n-кратно вырожденный уровень при этом считается за n уровней.
В классической статистике этому соответствует бо́льшая плотность вероятности для точек фазового пространства с более высокой энергией по сравнению с точками с более низкой энергией. При положительной температуре соотношение вероятностей или их плотностей обратное.
Для существования равновесных состояний с отрицательной температурой необходима сходимость статистической суммы при этой температуре. Достаточными условиями этого являются: в квантовой статистике — конечность числа энергетических уровней системы, в классической статистической физике — то, что доступное системе фазовое пространство имеет ограниченный объём, и всем точкам в этом доступном пространстве соответствуют энергии из некоторого конечного интервала.
В этих случаях имеется та возможность, что энергия системы будет выше, чем энергия той же системы при равновесном распределении с любой положительной либо бесконечной температурой. Бесконечной температуре будет соответствовать равномерное распределение и конечная энергия ниже максимально возможной. Если такая система имеет энергию выше энергии при бесконечной температуре, то равновесное состояние при такой энергии может быть описано только с помощью отрицательной абсолютной температуры.
Отрицательная температура системы сохраняется достаточно долго, если эта система достаточно хорошо изолирована от тел с положительной температурой. На практике отрицательная температура может реализовываться, например, в системе ядерных спинов.
С отрицательной температурой возможны равновесные процессы. При тепловом контакте двух систем с разным знаком температуры система с положительной температурой начинает нагреваться, с отрицательной — охлаждаться. Чтобы температуры стали равными, одна из систем должна пройти через бесконечную температуру (в частном случае равновесная температура объединённой системы останется бесконечной).
Абсолютная температура {\displaystyle +\infty } и {\displaystyle -\infty } — это одна и та же температура (соответствующая равномерному распределению), но различаются температуры T=+0 и T=-0 . Так, квантовая система с конечным числом уровней будет сосредоточена на самом нижнем уровне при T=+0 , и на самом верхнем — при T=-0 . Проходя ряд равновесных состояний, система может попасть в область температуры с другим знаком только через бесконечную температуру.
В системе уровней с инверсией населённостей абсолютная температура отрицательна, если она определена, то есть если система достаточно близка к равновесной.